# Association africaine des services d'emploi publics
L’Association africaine des services d'emploi publics (AASEP) est une organisation internationale fondée en 1998 et regroupant des organismes ou administrations chargées du service public de l'emploi sur le continent africain.

## Historique
L’Association africaine des services d'emploi publics (AASEP) a été fondée en 1998 à Ouagadougou (Burkina Faso) par des organismes ou administrations chargés du service public de l'emploi. 
Elle est affiliée à l’Association mondiale des services d'emploi publics (acronyme français : AMSEP). 

## Organisation
L’AASEP rassemble les 17 membres de l’AMSEP en Afrique subsaharienne. Les organisations des pays arabes d’Afrique ne sont pas rattachées à l’AASEP.
L’AASEP est présidée en ce moment par Mr Ibrahim Ag NOCK Inspecteur Principal de Sécurité Sociale Et Dg Anpe Mali pour un mandat de 3 ans. 
Il inscrit cette mandature sous le triple objectif de la diversification de intermédiation offres et demandes  d'emploi, la mobilisation des ressources financières pour le financement des PME et le renforcement des capacités des conseillers emploi pour la mutualisation des efforts au niveau des services publics d'emploi.